# Schwarzachspitze
La Schwarzachspitze est une montagne qui s’élève à 3 092 m d’altitude dans les Hohe Tauern, en Autriche.